# Carl Mietens
Carl Mietens (* 10. Oktober 1933 in Edenkoben; † 16. Mai 1990) war ein deutscher Pädiater, Virologe und Hochschullehrer.

## Leben
Mietens wurde als Sohn eines Arztes geboren. Nach seinem Studium der Medizin, das er mit Promotion (1959 in Hamburg) und Approbation abschloss, ging er 1960 mit einem Stipendium der Ventnor Foundation für ein Jahr nach Atlantic City. 1961–1962 war er Research Fellow des National Institutes of Health am Department of Virology des Children Hospital Philadelphia unter der Anleitung von Werner und Gertrude Henle tätig. Von 1963 bis 1972 war Mietens als Assistent, Dozent und Oberarzt an der Würzburger Universitäts-Kinderklinik tätig. 1969 habilitierte er sich in Würzburg. Seit 1972 war er Direktor der westfälischen Landeskinderklinik Bochum. Ab 1977 wirkte Mietens als erster ordentlicher Professor der Kinderheilkunde und Klinikdirektor der Ruhr-Universität Bochum. Nach ihm ist das Mietens-Syndrom benannt, das er 1966 gemeinsam mit Helge Weber beschrieb.

## Schriften (Auswahl)
- Leukozytenbewegung des Kaninchens nach Röntgenbestrahlung, untersucht mit Lipopolysaccharid-Belastung <Säa 1083> (= Hamburg, Med. F., Diss. v. 22. Dez. 1959).
- Untersuchungen über die immunologischen Eigenschaften von Poliomyelitisviren und ihre Beziehungen zur Virusstruktur (= Würzburg, Med. F., Hab.Schr. v. 10. Dez. 1969).
- Antigen-Eigenschaften von Poliomyelitisviren. Untersuchungen über der immunologischen Eigenschaften von Poliomyelitisviren und ihre Beziehungen zur Virusstruktur (Zugleich: Würzburg, Univ., Med. Fak., Habil. - Schr. 1974.), Hüthig, Heidelberg 1975, ISBN 978-3-7785-0345-4.
- mit Heinz F. Eichenwald und Josef Ströder (Hrsg.): Current therapy in pediatrics, Decker, Toronto/Philadelphia 1989, ISBN 978-1-55664-112-1.